# Montipora edwardsi
Montipora edwardsi är en korallart som beskrevs av Bernard 1879. Montipora edwardsi ingår i släktet Montipora och familjen Acroporidae. Inga underarter finns listade i Catalogue of Life.